# Kühmstedter Berg
Koordinaten: 51° 16′ 39″ N, 10° 22′ 26″ O
Das Naturschutzgebiet Kühmstedter Berg liegt im Unstrut-Hainich-Kreis in Thüringen.

## Lage

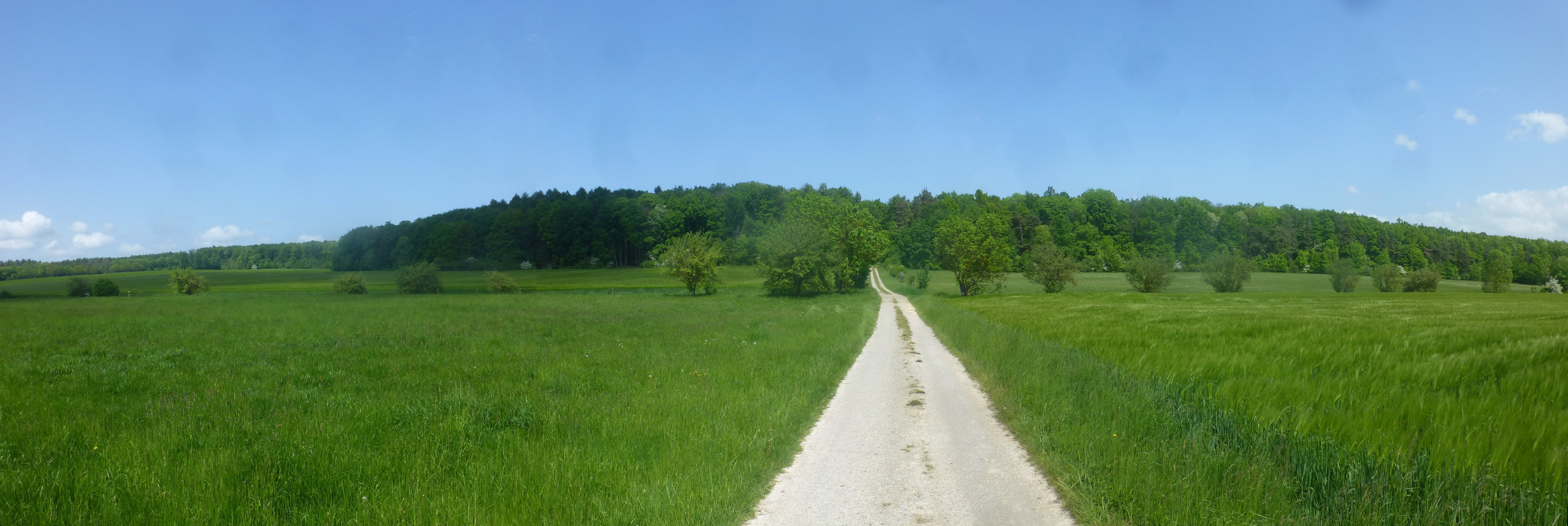
Blick von der Langen Mark zum Kühmstedter Berg

Das Schutzgebiet befindet sich auf dem gleichnamigen Berg in der Gemeinde Unstruttal im Nordwesten des Unstrut-Hainich-Kreises an der Grenze zum Landkreis Eichsfeld. Der flache Rücken zwischen den Taleinschnitten der Unstrut im Norden und des Kühmstedter Baches im Süden erreicht eine Höhenlage von ungefähr 300 bis 360 m Höhe. Die westliche Grenze bildet etwa der Mühlhäuser Landgraben. Der Berg ist Teil der Ostabdachung des Oberen Eichsfeldes am Übergang zum Thüringer Becken.
Die Geologische Grundlage der Region besteht aus Oberen Muschelkalk, unweit südlich im Bereich der Langen Mark gibt es eine Auflage vom Unteren Keuper. Die zentralen und nördlichen Anteile des Berges sind bewaldet, der Ostteil und der südliche Randbereich werden landwirtschaftlich genutzt.
Umliegende Ortschaften sind im Norden Zella, ein Ortsteil der Stadt und Landgemeinde Dingelstädt im Landkreis Eichsfeld, im Osten Horsmar und im Süden Lengefeld der Gemeinde Unstruttal. Westlich und südlich des Gebietes verläuft die B 247 und nördlich die Landesstraße L 2041. 
Der Kühmstedter Bach kommt zunächst als Trockengraben vom Waldgebiet der Hollau am Stationsberg, quert den Mühlhäuser Landgraben und die Bundesstraße 247 und verläuft südlich des Kühmstedter Berges in östlicher Richtung. Er mündet beim Weiler Beyrode unterhalb von Horsmar in die Unstrut.

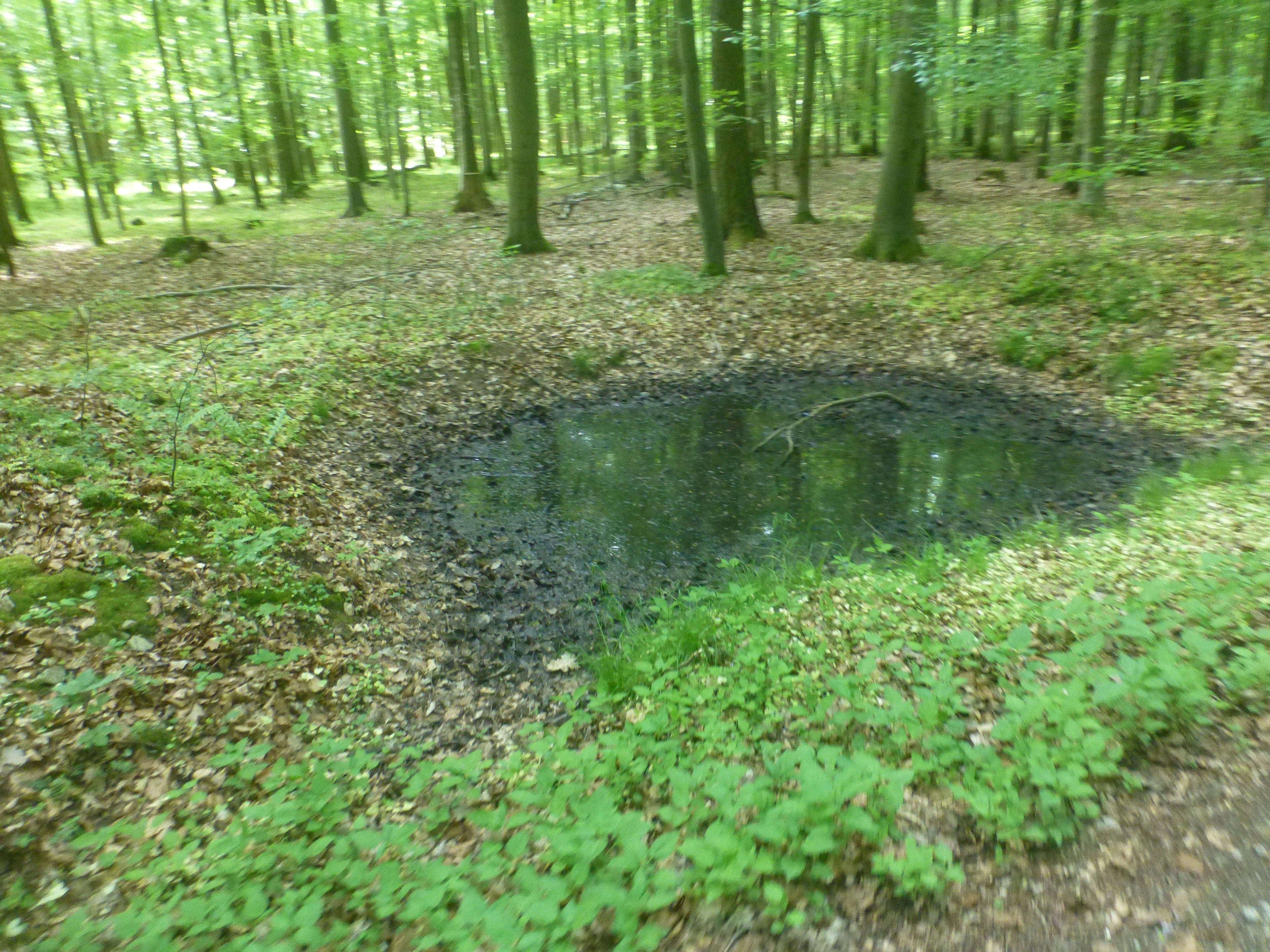
Kleiner Tümpel am Wegesrand innerhalb des Naturschutzgebietes

## Bedeutung
Das 38,7 ha große Gebiet mit der Kennung 16 wurde im Jahr 1961 unter Naturschutz gestellt. Das Schutzgebiet befindet sich innerhalb des buchenreichen Eichen-Hainbuchenwaldes auf einer Höhenlage bis 350 m. 

## Geschichtliches

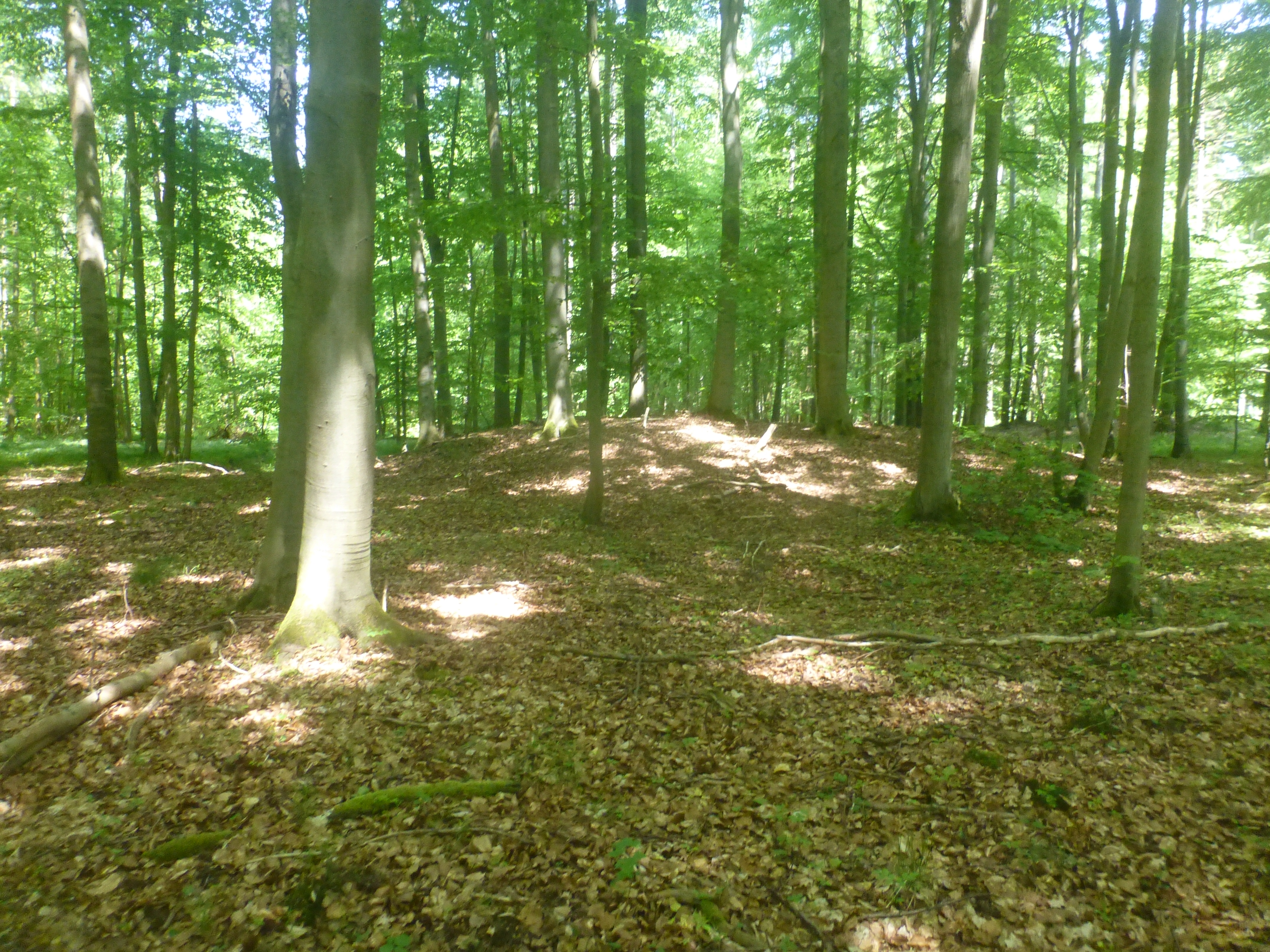
Ein Hügelgrab außerhalb des Naturschutzgebietes

Auf dem Bergrücken befindet sich ein Hügelgräberfeld mit mindestens 15 Hügeln aus der Zeit von 1600 bis 1300 v. u. Z. Es ist das größte und bedeutendste Hügelgräberfeld im ehemaligen Kreis Mühlhausen und steht unter Bodendenkmalschutz. Im Mittelalter befand sich im Bereich des Kühmstedter Grundes eine dörfliche Ansiedlung. Diese wurde im Jahr 1280 erstmals in Urkunden erwähnt, als Ritter Heinrich von Lengefeld, genannt Wendephafe, und sein Neffe Reinhard von Ammern den Ort „Kemestete“ an das Brückenkloster Mühlhausen verkauften. Diese Herren waren vermutlich Lehnsnehmer des Grafen Albert von Gleichenstein, der den Verkauf beurkundete. Bald darauf soll das Dorf verlassen worden sein. Im 14. Jahrhundert entstand am nordwestlichen Rand des Berges der Mühlhäuser Landgraben als Grenzbefestigung der ehemaligen Freien Reichsstadt zum kurmainzischen Eichsfeld, an der Lengefelder Warte wurde ein Straßendurchlass errichtet. Noch heute sind die Wall- und Grabenanlagen gut im Gelände erhalten und durch einen Wanderweg erschlossen. 